# USS Nashville (CL-43)
USS Nashville (CL-43) byl lehký křižník třídy Brooklyn, kterým sloužil v americkém námořnictvu během druhé světové války.

## Stavba

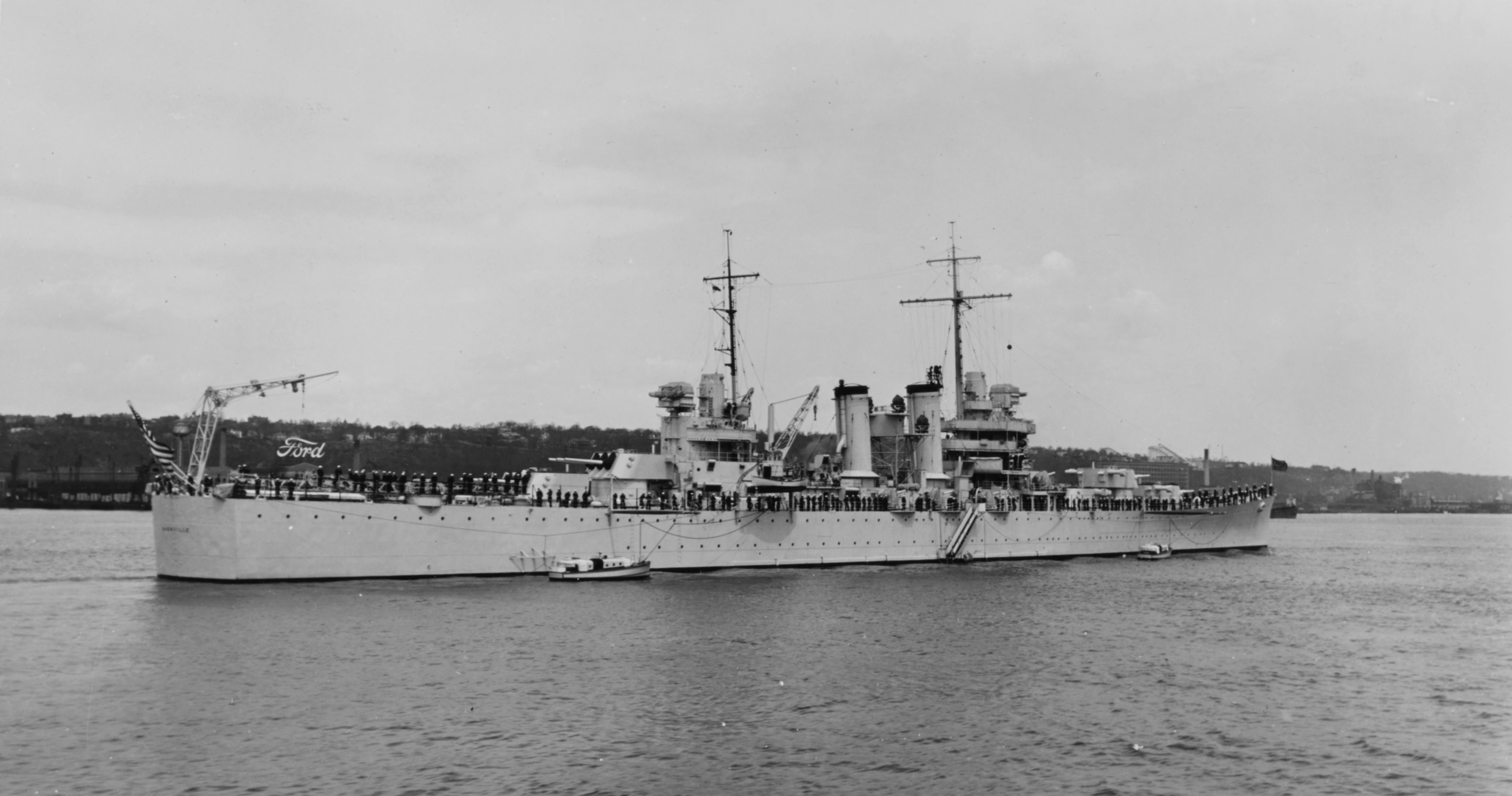
Nashville na řece Hudson v roce 1939

Kýl lodi byl založen 24. ledna 1935 v loděnici New York Shipbuilding Corporation v Camdenu ve státě New Jersey.

## Služba

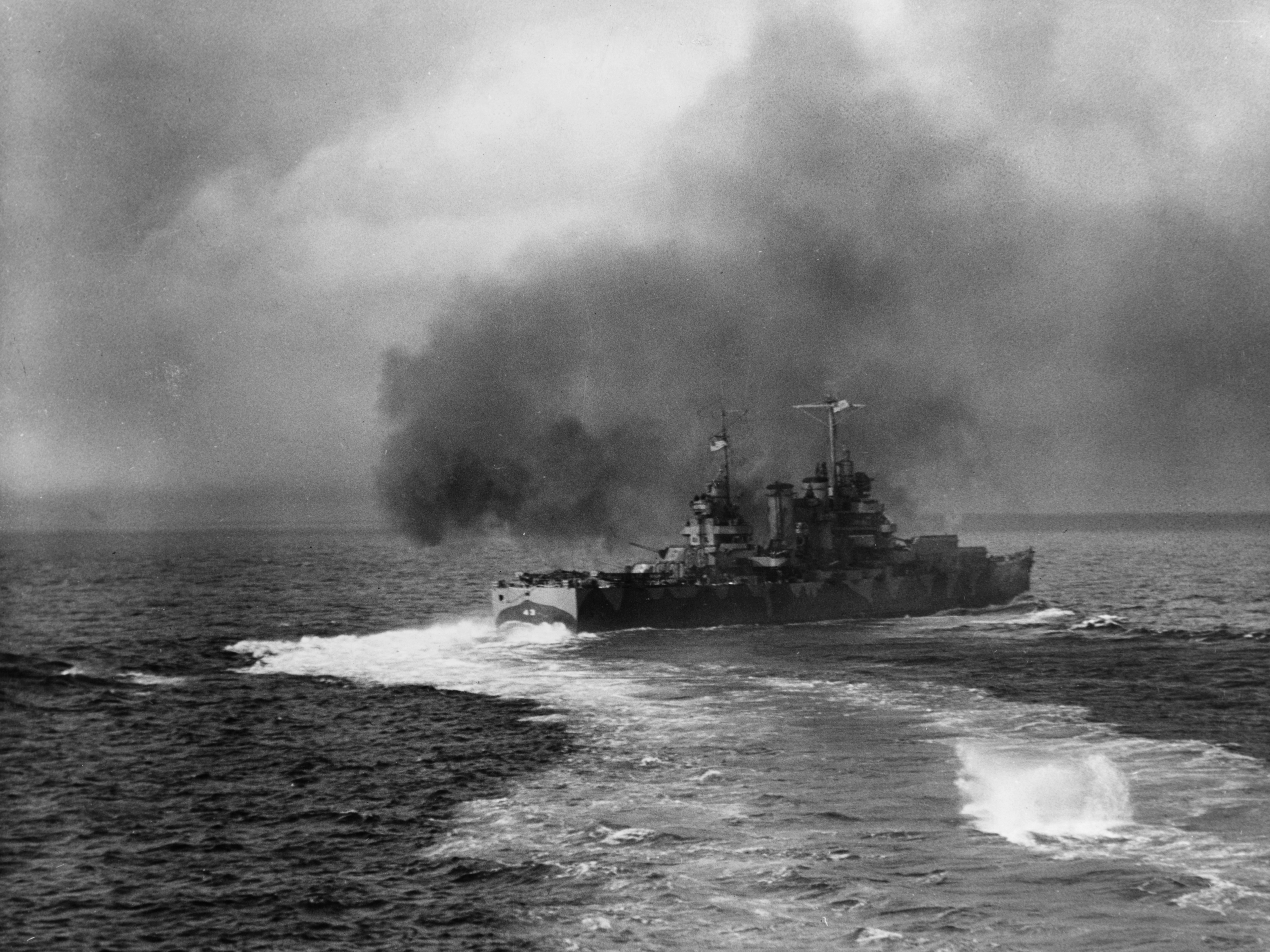
Nashville ostřeluje ostrov Kiska

Za druhé světové války křižník operoval v Pacifiku. Nashville doprovázel americkou letadlovou loď USS Hornet (CV-8) během Doolitlova náletu na Tokio. Když americký svaz cestou k japonským ostrovům narazil na hlídkový člun japonského císařského námořnictva, právě Nashville se neúspěšně pokusil člun potopit dříve, než předá zprávu japonskému velení.
Dne 13. prosince 1944 jej u filipínského ostrova Negros těžce zasáhl útok kamikaze. V této době na její palubě sloužil pozdější slavný americký herec Jason Robards. Ve válce křižník získal deset vyznamenání Battle star. V červnu 1946 byl vyřazen ze služby a do roku 1950 se nacházel v rezervě. Poté prošel generálkou a následně byl 9. ledna 1951 prodán do Chile (druhou zakoupenou lodí této třídy byl sesterský křižník USS Brooklyn). Do počátku 80. let sloužil jako Capitan Prat. Poté bylo plavidlo v roce 1985 sešrotováno.